# 脈拍
脈拍（みゃくはく、英: pulse）とは訓練された指先によって動脈を触診することによって知ることのできる心拍を表す。脈拍は、頸部（頸動脈）、手首（橈骨動脈）、鼠径部（大腿動脈）、膝裏（膝窩動脈）、足関節付近（後脛骨動脈）、足（足背動脈）など、体表付近の動脈を触れる場所であればどこでも触診することができる。脈拍数（1分あたりの動脈拍動数、英: pulse rate: PR）は通常、心拍数（英: heart rate: HR）と等しいが、不整脈では両者は異なることがある。伝統的には心拍数は、心臓の拍動の聴診、すなわち聴診器を使って1分間カウントすることによっても測定できる。橈骨動脈の脈拍は3本の指を使って測定するのが一般的である。脈の研究は脈拍学（sphygmology）として知られている。

## 生理学

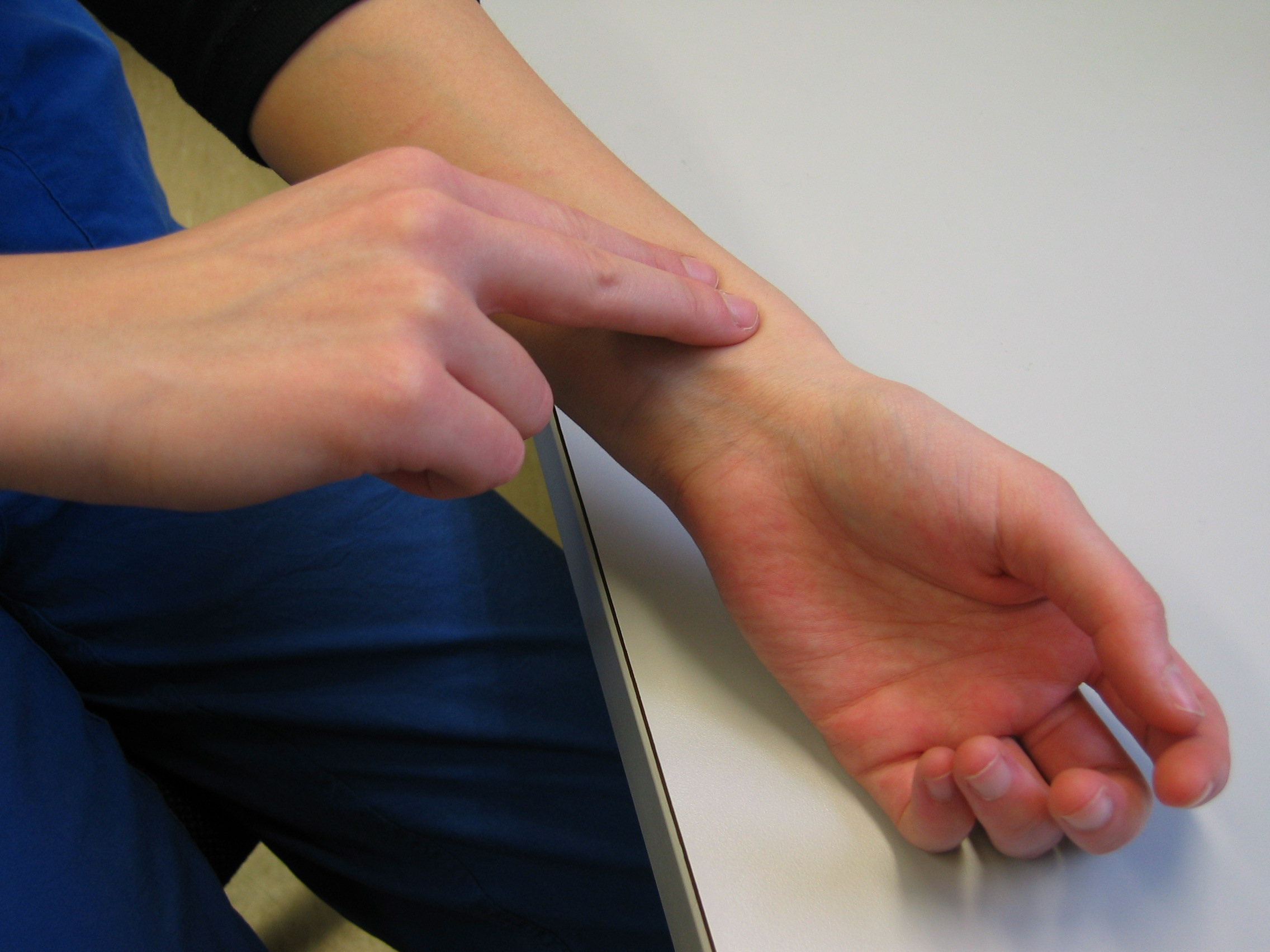
橈骨動脈で脈拍を触知している。
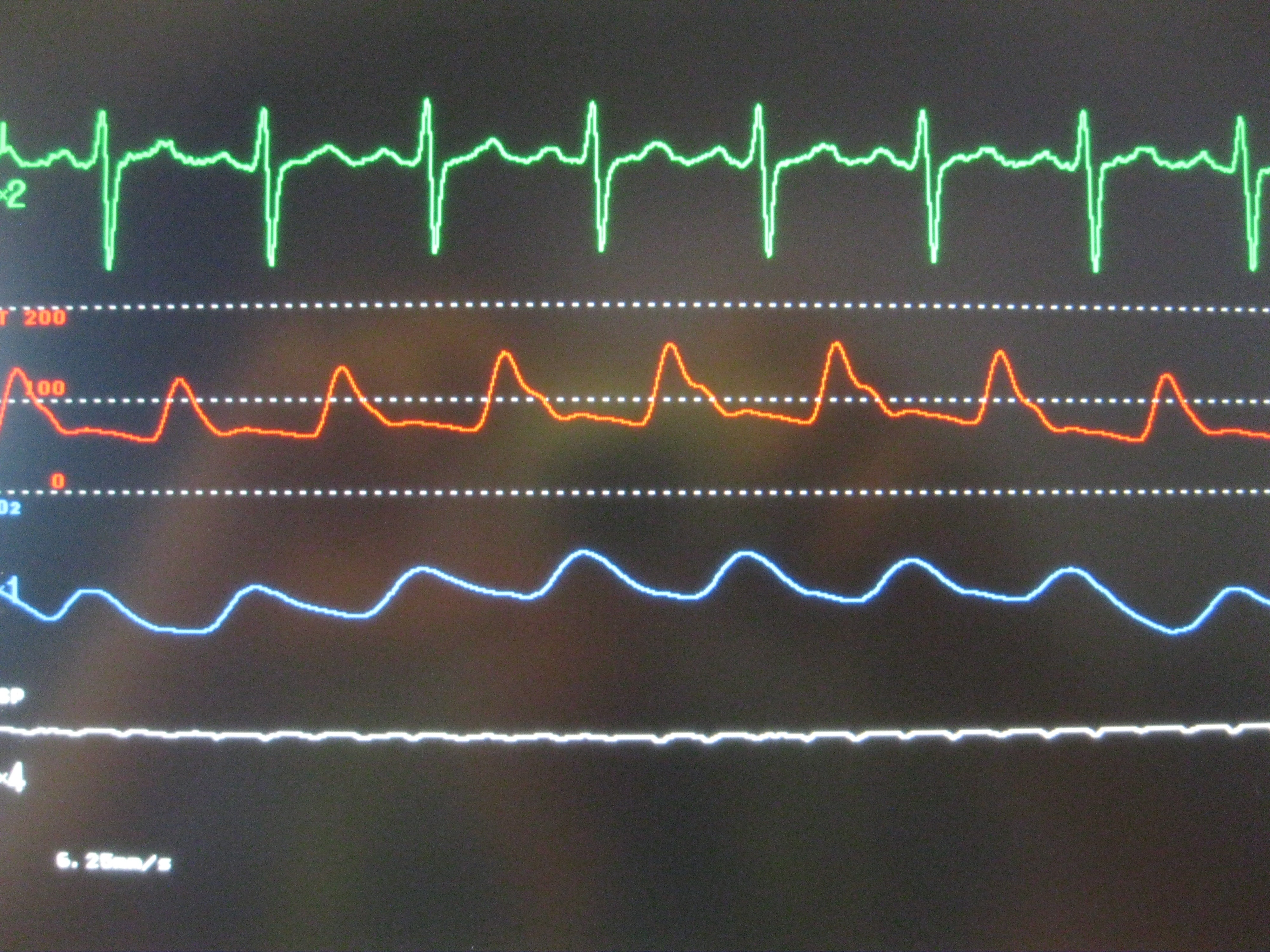
モニターに表示された心電図（緑）、動脈ライン（赤）、パルスオキシメータ（青）、それぞれの波形。
パルスオキシメータ。液晶ディスプレイに表示されている青い数字は酸素飽和度、緑の数字は脈拍数である。緑の波は脈拍の波形である。

収縮期に心臓から発生する縦波が動脈壁を動かす。脈拍数は動脈の外側の触覚的または視覚的手段によって観察・測定され、1分あたりの拍動数（beats per minute: BPM）として記録される。
脈拍触知から血圧を測定する触診法は訓練された観察者にとって収縮期血圧を決定する便利な方法である。しかし、拡張期血圧は触診法では観察できない。
心拍数は生理的要求によって脈拍数より大きくなったり小さくなったりする。この場合、心拍数は心尖部の聴診または可聴音によって決定されるが、その場合は脈拍ではない。脈拍欠損（pulse deficit、心臓の拍動と末梢の脈拍の差）は、橈骨動脈の触診と心尖部付近の聴診を同時に行うことによって、検出できる。心室性期外収縮や心房細動がある場合にみられることがある。
トランスデューサーとオシロスコープに接続された動脈カテーテルを使用することで、脈拍の速度、脈拍欠損、その他多くの生理学的データが容易かつ簡便に可視化される。動脈カテーテルは全身麻酔や集中治療室で多用されている。
脈拍は、パルスオキシメトリーでも計測可能である。これは、血液成分であるヘモグロビンの、酸素化条件下と脱酸素化条件下での赤外光の吸光度の変化率から酸素飽和度を迅速かつ非侵襲的に測定できるものであり、その時間変化から脈拍数が算出される。           

## 脈拍の性状

### 脈拍数
安静時の正常脈拍数（単位：拍/分（beats per minute: BPM））は以下の通りである。
| 新生児 (0–3ヶ月) | 乳児 (3–6ヶ月) | 乳児 (6–12 ヶ月) | 小児 (1–10 才) | 10才以上の小児、成人、老人 | 成人のアスリート |
| ---------------- | -------------- | ---------------- | -------------- | -------------------------- | ---------------- |
| 99–149           | 89–119         | 79–119           | 69–129         | 59–99                      | 39–59            |

脈拍数は、心臓の全体的な健康状態やフィットネスレベルをチェックするのに使える。一般的には低い方が良いが、過度の徐脈は危険である。危険なほど遅い脈拍の症状には、脱力感、気力の喪失、失神などがある。

### リズム
正常な脈拍は規則正しいリズムがあり、強く触れる。不規則な脈拍は、洞性不整脈、異所性拍動（ectopic beats）、心房粗動、発作性心房頻拍、心房粗動、房室ブロックなどによるものである。脈拍が間欠的に脱落することを"intermittent pulse".「間欠脈」と呼ぶ。規則的な間欠脈（規則性不整脈）の例としては、二連脈（pulsus bigeminus）、2度房室ブロックなどがある。不規則な間欠脈の例としては、心房細動がある。

### 大きさ
脈拍の大きさは、動脈の拍動の幅、すなわち、拡張期から収縮期の間、触診している指を持ち上げる高さと定義される。脈圧、すなわち収縮期血圧と拡張期血圧の差の指標である。大きい脈拍を大脈（pulsus magnus）、小さいものを小脈（pulsus parvus）という。

### 強弱
脈の強さは以下のように分類される。
- 0 = 脈を触れない。
- 1 = わずかに触れる。
- 2 = 容易に触れる。
- 3 = 完全に触れる。
- 4 = 動脈瘤または反跳脈（英語版）

#### 脈が強い
反跳脈（bounding pulse）とは脈圧が高いことを意味する。虚脱脈（collapsing pulse）とも呼ばれる。末梢血管抵抗の低下（発熱、貧血、甲状腺機能亢進症、動静脈瘻にみられる）、大動脈弁閉鎖不全症 などが原因である可能性がある。

#### 脈が弱い
脈が弱いということは脈圧が低いということである。心拍出量の低下（ショック、うっ血性心不全でみられる）、循環血液量減少（hypovolemia）、心臓弁膜症（大動脈弁狭窄、僧帽弁狭窄）、高安動脈炎などが原因である可能性がある。

### 緊張
橈骨動脈にあてた示指以下3本の指のうち、最も中枢側の指で動脈を圧迫し、どれぐらい圧迫すれば末梢側の指で拍動が触れなくなるかを調べる。弱い力で触れなくなれば軟脈（soft pulse）、強い力で触れなくなれば硬脈（hard pulse）と呼ぶ。手掌では2本の動脈（橈骨動脈と尺骨動脈）が手掌動脈弓（浅掌と深掌）を介してつながっている。軟脈か硬脈かは収縮期血圧に関連する。

### 遅速
脈拍の大きさが変化する速度である。脈拍そのものの速さ、遅さである、頻脈・徐脈とは異なる。急速に下降する速脈（pulsus celer）は大動脈弁閉鎖不全症でみられる。ゆっくり上昇し、ゆっくり下降する遅脈（pulsus tardus）は大動脈弁狭窄症でみられる。

### 測定部位による違い
異なる部位の脈拍を比較することにより、貴重な臨床情報が得られる。
左右の橈骨動脈の脈拍が不一致または不均等であるのは、動脈の異常または異常な走行、大動脈縮窄、大動脈炎、解離性大動脈瘤、末梢塞栓症などで観察される。上肢と下肢の間で脈拍が異なるのは、大動脈縮窄、大動脈炎、大動脈分岐部の狭窄・閉塞、大動脈解離、医原性大血管損傷、動脈硬化性閉塞などでみられる。

### 動脈壁の性状
正常の動脈は指で圧迫し血流を停止させると， それより末梢側では血管は触知できなくなる.これに対し，動脈硬化があると、血流を停止した状態でも明らかに血管を触知しうるようになる。

## 特徴的な脈拍
いくつかの脈拍パターンは臨床的に重要である。以下のようなものがある：
- 重複脈（Dicrotic pulse）橈骨動脈の脈波の下行脚に第二の山を触知できることがあり、重複脈という。心拍出量が少なく全身血管抵抗が高い状態では、重複脈を生じることがある[17][13]。熱性疾患、特に腸チフスのときに見られるとされる[18]。
- 交互脈（Pulsus alternans）（英語版）: 心機能低下、うっ血性心不全、心筋疾患などで見られる[18]不吉な医学的徴候である。熟練者の指先では、強い脈の後に弱い脈が交互に繰り返されるパターンが観察される。坐位あるいは立位で認めやすく、しばしば心音聴診では奔馬調律（gallop rhythm）（英語版）を伴う[18]。
- 二段脈（Pulsus bigeminus）（英語版）:  脈拍が2つずつ対をなし、そのあとに休止期がある[8]。期外収縮や第2度房室ブロックの際に生じる[8]。
- 二峰性脈（Pulsus bisferiens）（英語版）: 重複脈とは異なり、1心周期に2回の拍動があり、いずれも収縮期である。大動脈弁が正常に開閉しない場合、大動脈弁疾患患者に典型的にみられる異常な身体所見である。訓練された指先では、各心拍に1つではなく2つの脈が観察される。
- 奇脈（Pulsus paradoxus）（英語版）: 吸気時に脈拍が小さくなることをいう[18]。時には触知不能となることもある[18]。心膜腔への液体貯留が原因であり、心タンポナーデや収縮性心膜炎の際に生じる[18]。正常者では吸気の極期に脈拍は最大となる[18]。

- 橈骨-大腿遅延: 大動脈縮窄症では、大腿動脈の脈拍は橈骨動脈の脈拍に比べて著しく遅れることがある（大動脈弁閉鎖不全症が併存している場合を除く）。これを橈骨-大腿遅延（radio-femoral delay）という[19]。この遅れは大動脈弁上狭窄症（英語版）でも観察される。

## 一般的な触知部位

脈拍触知の推奨部位

部位は末梢脈と中枢脈に分けられる。中枢脈には頸動脈、大腿動脈、上腕動脈が含まれる。

### 上肢

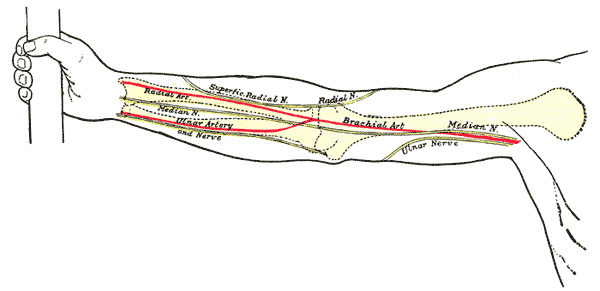
右上肢を前から見た解剖図

- 腋窩: 腋窩外側壁の下方に位置する（腋窩動脈）。
- 上腕: 上腕の内側、肘の近くにあり、乳幼児では頸動脈の代わりによく使われる（上腕動脈（英語版））。
- 橈骨: 手首の外側にある (橈骨動脈)。解剖学的嗅ぎタバコ入れでも触れることができる。
- 尺骨: 手首の内側にある (尺骨動脈)。

### 下肢
- 大腿: 恥骨結合（英語版）と上前腸骨棘（英語版）の中点に 大腿動脈を触れる[21]。
- 膝窩: 患者に膝を約124°に曲げさせ、検者は両手で膝を持ち、膝の後ろのくぼみにある膝窩動脈（英語版）を見出すことができる。
- 足背: 足の甲、長趾伸筋のすぐ外側に足背動脈（英語版）がある。
- 足首: 足関節の内側、内果から2cm下方、2cm後方に後脛骨動脈（英語版）を触れる。

### 頭頚部

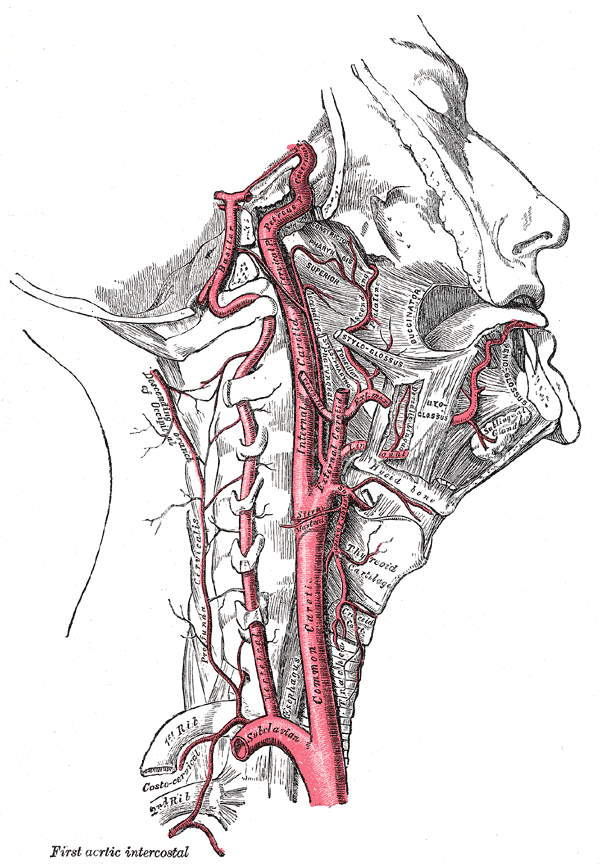
首の動脈

- 頸部：頚動脈（英語版）は、患者が座っているか横になっている状態で、やさしく触診する。触診で圧受容体を刺激すると、軽度の圧迫でも、重度の徐脈を引き起こしたり、敏感な人では心臓が止まってしまうことさえある。また、2本の頸動脈を同時に触診してはならない。そうすると頭部への血液の流れが制限され、失神や脳虚血につながる可能性がある。胸鎖乳突筋の前縁の間、舌骨の上、甲状軟骨の外側に拍動を触れる。
- 顔: 下顎にあり、口角と一直線上にある（顔面動脈）。
- 側頭: 耳のすぐ前のこめかみにある（浅側頭動脈）。

脈拍は頭の複数の場所で感じることができるが、通常、頭の中で心臓の鼓動が聞こえることはない。これは拍動性耳鳴と呼ばれ、血管異常の可能性がある。

### 体幹
- 心尖部は通常、第5肋間に位置し、鎖骨中線（英語版）より1.25cm外側にある。他の脈拍触知部位とは対照的に、心尖部は片側性である。

## 歴史
脈拍を測定した最初の人物は、エジプトのアレクサンドリアのヘロフィロス（紀元前335～280年頃）で、彼は脈拍を計るための水時計を設計した。13世紀のペルシアの詩人ジャラール・ウッディーン・ルーミーは詩の中で「賢明な医師は患者の脈拍を測定し、彼の状態を認識した」と述べている。これは、この習慣がルーミーの時代や地理的に一般的であったことを示している。脈拍数を正確に測定した最初の人物は、後にガリレオ・ガリレイによって研究された振り子の一種であるパルシロギウム（pulsilogium）を発明したサントーリオ・サントーリオ（イタリアの医師・生理学者、1561-1636）である。その1世紀後、別の医師フランソワ・ボアシエ・ド・ソヴァージュ・ド・ラクロワがパルシロギウムを使って心機能を検査した。